# 羅北安
羅北安（1959年—），台灣男演員、編劇、劇作家及導演，曾任綠光劇團團長。

## 生平
國立藝術學院（現國立臺北藝術大學）戲劇系畢業，後赴美國深造，獲美國天主教大學（Catholic University of America）戲劇碩士學位及美國演藝學院（American Academy of Dramatic Arts）表演學位。

## 參與作品

### 電影
- 《美味賭王》
- 《聽說》
- 《第四張畫》
- 《鬥牛》
- 《魔法阿媽》大牛頭配音
- 《近在咫尺》
- 《徵婚啟事》
- 《愛上野豬妹》
- 《黃飛鴻之英雄有夢》(2014年)
- 《雖然媽媽說我不可以嫁去日本》（2017年）
- 《美好的意外》（2017年）
- 《地圖的盡頭》（2017年）
- 《五月天人生無限公司3D》（2019年）
- 《花椒之味》(2019年)

### 綜藝節目
- 中視《大家一起來》（與陳繼宗搭檔固定班底）

### 長篇劇集
- 2003年《薔薇之戀》飾演 柯父
- 2003年《粉紅教父小甜甜》飾演 黃添壩
- 2004年《台灣百合》飾演 杜少將
- 2005年《格鬥天王》飾演 葉安達（華叔）
- 2005年《偵探物語》飾演 鬍子
- 2006年《為什麼要對你掉眼淚》飾演 劇場導演
- 2006年《東方茱麗葉》飾演 陸一彌之父
- 2007年《美味關係》飾演 多風
- 2008年《蜂蜜幸運草》飾演 何爸
- 2008年《命中注定我愛你》飾演 烏陸陸
- 2009年《那一年的幸福時光》飾演 趙大山（趙律師）
- 2009年《魔女18號》飾演 醫院院長（客串）
- 2010年《偷心大聖PS男》飾演 王明安
- 2010年《下課後的青春》飾演 夏客
- 2010年《星光下的童話》飾演 孫宇
- 2010年《女王不下班》飾演 酒吧老闆
- 2010年《回聲》飾演 蕭國生
- 2011年《醉後決定愛上你》飾演 龍哥
- 2011年《看見0.04的幸福》 飾演 老王
- 2011年《我的完美男人》飾演 華倫泰
- 2011年《我可能不會愛你》飾演程爸
- 2011年《華麗的挑戰》飾演黑龍導演
- 2012年《真愛找麻煩》飾演 黎田
- 2012年《花是愛》飾演 李遠
- 2012年《東門四少》飾演 宋大成
- 2012年《螺絲小姐要出嫁》飾演 王董
- 2012年《你是春風我是雨》飾演 周董
- 2012年《愛情女僕》飾演 魏甦華
- 2012年《姐姐立正向前走》
- 2013年《金大花的華麗冒險》飾演 胡金標
- 2013年《美人龍湯》飾演 北野健二
- 2013年《求愛365》飾演 賴大發
- 2013年《就是要你愛上我》飾演 標哥
- 2014年《女人30情定水舞間》飾演 毛若望
- 2014年《16個夏天》飾演 唐父
- 2014年《幸福兌換券》飾演 徐家寶
- 2014年《謊言遊戲》飾演 陳毅
- 2014年《妹妹》飾演 查克·莫里哀（Chuck Molière）
- 2016年《幸福不二家》飾演 江一郎/松板一郎
- 2016年《終極遊俠》飾演 大師父
- 2016年《獨家保鑣》飾演 歐國良
- 2017年《鐘樓愛人》飾演 時燦治
- 2018年《翻牆的記憶》飾演 丁成
- 2019年《我是顧家男》飾演 顧人方
- 2019年《一千個晚安》飾演 吳祥平
- 2019年《俗女養成記》飾演 郭富強
- 2019年《天堂的微笑》飾演 楊尹德
- 2020年《因為我喜歡你》飾演 陳大全
- 2020年《廢財闖天關》飾演 玉帝
- 2021年《廢財闖天關2》飾演 玉帝
- 2021年《逆局》飾演 季慶國
- 2021年《國際橋牌社2》飾演 蘇審瑞
- 2021年《孟婆客棧》飾演 閻王
- 2024年《影后》飾演 	大劉導
- 2025年《便利商店1999》飾演

### 電視電影
- 2014年 公視人生劇展《我愛親家》飾演 張南成
- 2017年 公視新創電影《濁流》飾演 莊厚安
- 2019年 公視人生劇展《畸零地》飾演 林楷升
- 2025年 《地獄催淚部》飾演
- 2025年 公視人生劇展《晚安，晚安》飾演

### 舞台劇
- 綠光劇團《站在屋頂上唱歌》
- 綠光劇團《領帶與高跟鞋》
- 綠光劇團《盲點與剪接》
- 綠光劇團《求證》
- 綠光劇團《都是當兵惹的禍》
- 綠光劇團《黑道害我真命苦》
- 綠光劇團《陪你唱歌》
- 綠光劇團《單身溫度》
- 綠光劇團《八月，在我家》
- 綠光劇團《人間條件3》
- 綠光劇團《人間條件5》
- 綠光劇團《人間條件6》
- 綠光劇團《老王子》
- 2019年 瘋戲樂工作室《台灣有個好萊塢》
- 2024年 華文音樂劇《囍宴》飾 高爸爸

### MV
註：不包括個人參與演唱之歌曲
| 年份   | 歌曲名稱         | 原唱          | 所屬專輯         | 發行日期      | 發行公司     |
| ------ | ---------------- | ------------- | ---------------- | ------------- | ------------ |
| 2016年 | 頑固             | 五月天        | 《自傳》         | 2017年9月1日  | 相信音樂     |
| 2017年 | 成名在望         | 五月天        | 《自傳》         | 2017年9月1日  | 相信音樂     |
| 2018年 | 我們真的幸福了嗎 | 彭佳慧+范瑋琪 | 《我想念我自己》 | 2018年1月29日 | 索尼音樂     |
| 2023年 | Wedding Party    | 陳竹昇+林美秀 | 《換場》         | 2023年2月6日  | 好有感覺音樂 |
| 2023年 | 成人             | Hush          | 《娛樂自己》     | 2023年9月15日 | 相信音樂     |

### 廣告
- 2017臺北燈節形象宣傳短片-刺青篇

## 外部連結
- 羅北安 - 台灣大百科全書 （页面存档备份，存于）
- 汪宜儒：羅北安 樂上舞台 變身超級賽亞人，《PAR表演藝術》，中時電子報，2013-03-08 第243期。
- 羅北安在互联网电影资料库（IMDb）上的資料（英文）（英文）
- 羅北安在香港影庫上的簡介
- 羅北安在豆瓣上的资料（简体中文）
- 羅北安在时光网上的簡介（简体中文）